# Iochroma
Genre
Iochroma est un genre d'arbustes et de petits arbres de la famille des Solanaceae. Ces espèces se rencontrent dans les forêts depuis le Mexique jusqu'au sud du Brésil. Leurs fleurs, pollinisées par les colibris, sont tubulaires ou en forme de trompette, et peuvent être bleues, violettes, rouges, jaunes ou blanches, devenant des baies pulpeuses. Le calice cupulaire (en forme de coupe) est gonflé chez certaines espèces. Les feuilles sont alternes, simples et entières,.
Les Iochromas sont cultivés comme plantes ornementales à fleurs et, dans les zones plus fraîches (zones 7-8/9), ils constituent des arbustes de patio utiles pour l'exposition estivale ou des plantes de conservatoire. La plupart d'entre eux ne résistent pas au gel et doivent être hivernés sous protection. Dans les zones plus chaudes (zones 9-10), elles peuvent être utilisées comme plantes d'aménagement paysager. Ils sont souvent taillés en forme d'étendard (topiaire) pour contrôler leur forme. Les fleurs d’Iochroma attirent les colibris (uniquement en Amérique) et les abeilles dans les jardins.
Comme de nombreuses plantes de la famille des Solanaceae, les espèces d’Iochroma contiennent des substances phytochimiques ayant une valeur pharmaceutique potentielle, mais le genre n'a pas fait l'objet d'études exhaustives à cet égard. Iochroma fuchsioides est consommé par les guérisseurs des Indiens Kamsa de la vallée de Sibundoy dans les Andes colombiennes pour des diagnostics difficiles, les effets secondaires désagréables durant plusieurs jours. Une variété de withanolide and hydroxycinnamic acid amides  ont été isolés à partir d'espèces d’Iochroma.

## Liste des espèces
Selon GBIF (16 janvier 2025) :
- Acnistus bronmuelleri Dammer
- Acnistus cauliflorus Miers, 1845
- Acnistus cornifolius Kunth, 1960
- Acnistus punctatus L.Riley, 1925
- Acnistus quitoensis (Hook.) Hunz.
- Acnistus schatensis Hieron.
- Acnistus spec (Linnaeus, 1756) Schltr.
- Iochroma albianthum S.Leiva
- Iochroma amicorum M.A.Cueva, S.D.Sm. & S.Leiva
- Iochroma arborescens (L.) J.M.H.Shaw
- Iochroma ayabacense S.Leiva
- Iochroma barbozae S.Leiva & Deanna
- Iochroma baumii S.D.Sm. & S.Leiva
- Iochroma benthamianum Van Heurck & Müll.Arg.
- Iochroma brevistamineum Dammer
- Iochroma cachicadanum S.Leiva
- Iochroma calycinum Benth.
- Iochroma confertiflorum (Miers) Hunz.
- Iochroma cornifolium (Kunth) Miers
- Iochroma cyaneum (Lindl.) M.L.Green
- Iochroma edule S.Leiva
- Iochroma ellipticum (Hook.fil.) Hunz.
- Iochroma fuchsioides (Kunth) Miers
- Iochroma gesnerioides (Kunth) Miers
- Iochroma lehmannii Bitter
- Iochroma lilacinum S.Leiva & K.Lezama
- Iochroma longipes Miers
- Iochroma loxense (Kunth) Miers
- Iochroma lyciifolia Dammer
- Iochroma mionei S.Leiva & S.D.Sm.
- Iochroma nitidum S.Leiva & Quip.
- Iochroma ortizianthum S.Leiva & Deanna
- Iochroma parvifolium (Roem. & Schult.) D' Arcy
- Iochroma pauciflorum Dammer, 1903
- Iochroma peruvianum (Dunal) J.F.Macbr.
- Iochroma piuranum S.Leiva
- Iochroma richardianthum S.Leiva
- Iochroma rubicalyx S.Leiva & Jara
- Iochroma sagastegui Mscr.
- Iochroma salpoanum S.Leiva & Lezama
- Iochroma schjellerupiae S.Leiva & Quip., 1998
- Iochroma schjellerupii S.Leiva & Quip.
- Iochroma schlechtendalianum Dunal
- Iochroma smithianum K.Lezama, Limo & S.Leiva
- Iochroma solanifolium Dammer
- Iochroma squamosum S.Leiva & Quip.
- Iochroma stenanthum S.Leiva, Quip. & N.W.Sawyer
- Iochroma tetradynamum Dunal
- Iochroma tingoanum S.Leiva
- Iochroma tupayachianum S.Leiva
- Iochroma viridescens S.Leiva
- Iochroma warscewiczii Regel
- Iochroma warszewiczii Regel

## Systématique
Le nom correct complet (avec auteur) de ce taxon est Iochroma Benth..
Iochroma a pour synonymes :
- Acnistus Schott
- Chaenesthes Miers
- Cleochroma Miers
- Codochonia Dunal
- Diplukion Raf.
- Ephaiola Raf.
- Eplateia Raf.
- Pederlea Raf.
- Valteta Raf.